# Moot court

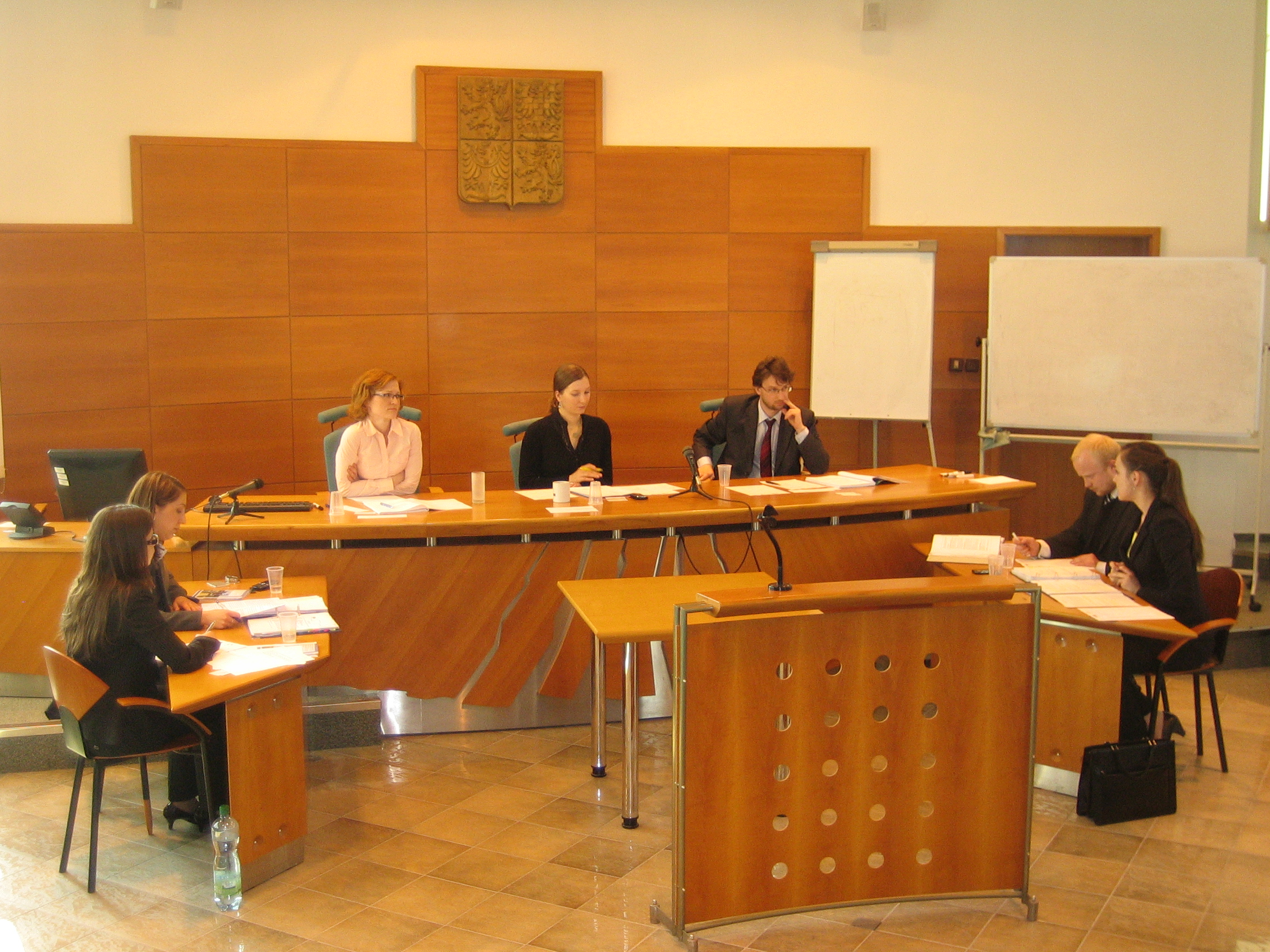
Willem C. Vis pre-moot v soudní místnosti Právnické fakulty Univerzity Palackého v Olomouci

Moot court je mimoškolní soutěží na mnoha právnických fakultách, jejíž účastníci se zapojují do simulovaných soudních řízení, která obvykle zahrnují sepsání zpráv či jiných podání k soudu a také účast na samotném ústním jednání. Termín „moot“ pochází ještě z anglosaských dob, kde označoval setkání významných osob k projednání záležitostí místního významu, v moderním slova smyslu jde především o fiktivní odvolací soud nebo o předstírané rozhodčí řízení. Moot court obvykle nezahrnuje výslechy svědků nebo provádění jiných důkazů, je zaměřen výhradně na aplikaci práva na základě skutkového stavu, se kterým jsou soutěžící předem seznámeni.
Simulovaná soudní řízení a vydávání právních časopisů jsou dvě klíčové mimoškolní aktivity na řadě právnických fakult. Studenti obvykle tráví jeden semestr rešerší a sepisováním právních podání a druhý semestr procvičováním ústní argumentace. Domácí soutěže se zaměřují na národní právo, regionální a mezinárodní soutěže na témata z oblastí obecného mezinárodního práva, mezinárodního práva lidských práv, mezinárodního humanitárního práva, práva mezinárodního obchodu, námořního práva, mezinárodních obchodních arbitráží a arbitráží o zahraničních investicích. Občas se také zabývají procesními otázkami jako je příslušnost nebo volba práva, zejména jde-li o rozhodčí řízení.
V České republice se zasloužil o popularizaci moot courtů mimo jiné americký právník David Seikel, který v prvním desetiletí tohoto století trénoval týmy Právnické fakulty Univerzity Karlovy.